# Alberto Costantini
Alberto Rafael Costantini (Buenos Aires, 2 de abril de 1915 - íd., 12 de abril de 1992) fue un ingeniero y político argentino, que ejerció como ministro de Obras y Servicios Públicos de su país durante la presidencia de Arturo Frondizi, entre 1959 y 1961.

## Biografía
Se recibió de ingeniero civil con orientación hidráulica en la Universidad Nacional de La Plata. Fue profesor en la Universidad Nacional de Cuyo, de cuya Escuela de Ingeniería fue director; creó cuatro escuelas de ingeniería —vial, ferroviaria, sanitaria y portuaria— y la Escuela de Medicina Nuclear (Mendoza).

### Trayectoria política
Fue Jefe del Departamento de Puentes y Caminos y luego Director Provincial de Vialidad de la Provincia de San Juan.
Permaneció alejado de la función pública durante toda la presidencia de Juan Domingo Perón, de quien fue un notorio opositor. Al producirse el golpe de Estado de 1955 se incorporó a la Universidad de Buenos Aires y fue interventor del Consejo Provincial de Reconstrucción y luego Ministro de Obras Públicas de la Provincia de San Juan.
Durante la dictadura de Pedro Eugenio Aramburu fue Presidente de Obras Sanitarias de la Nación. Al asumir la presidencia Arturo Frondizi, lo nombró Secretario de Obras Públicas, posteriormente Secretario de Transportes y, en junio de 1959, ministro de Obras y Servicios Públicos.
Desde 1958 hasta 1962 fue Decano de la Facultad de Ingeniería de la Universidad de Buenos Aires. Fue también presidente de la Comisión Nacional Ejecutiva del Sesquicentenario de la Revolución de Mayo.

### El Plan Larkin
Al asumir su presidencia, Frondizi había nombrado Secretario de Transporte a Alberto López Abuín, quien propuso una política de modernización del sistema ferroviario, que fue rechazada por el presidente por excesivamente costoso y por exigir inversiones a demasiado largo plazo. López Abuín renunció en mayo de 1959, y poco después asumía ese cargo el ingeniero Costantini.
Una vez llegado al ministerio, y con el apoyo del ministro de Hacienda Álvaro Alsogaray, Costantini buscó reducir el déficit fiscal por medio del aumento de tarifas. Según los informes que manejaba Alsogaray, el déficit ferroviario equivalía al 75% del déficit fiscal total de la Nación.
Poco después se contrató el asesoramiento del general Thomas Larkin —asesor del Banco Mundial— que propuso un plan de reducción de costos: sus objetivos consistían el cierre del 32% de las vías férreas existentes, tren rodante obsoleto —incluidos 70.000 vagones y 3000 coches— para su venta al exterior; con el saldo se compraría material rodante nuevo, íntegramente importado. Dado que no se fabricaría más material rodante, se cerrarían también la mayor parte de los talleres ferroviarios del país.
Los sindicatos del sector ferroviarios se opusieron en masa al Plan y lanzaron una huelga de largo alcance. Al pasar los días sin que cesara la consistencia de la huelga, y tras la renuncia de Alsogaray, Costantini presentó su renuncia. El plan fue continuado bajo su sucesor, Arturo Acevedo, que logró la militarización de los trabajadores ferroviarios —supresión del derecho de huelga y criminalización del ejercicio del mismo— mientras aprovechaba para apoderarse para su empresa siderúrgica Acindar de los hierros de mejor calidad del material eliminado. El saldo final fue el cierre de algo más de mil kilómetros de ferrocarriles y de decenas de talleres y el recambio de las locomotoras diésel. Por lo demás, la modernización del sistema rodante fue muy limitada.
El informe definitivo de Larkin fue presentado recién en 1962, después del derrocamiento de Frondizi. Defendía los ferrocarriles como herramienta fundamental para el progreso del país, algo que la política de Costantini y Acevedo claramente no había considerado, concentrada mayormente en la eliminación del déficit.

### Tras su paso por el ministerio
Regresado a la actividad académica, fue director del Departamento de Vías de Comunicación en la Facultad de Ingeniería de la Universidad de Buenos Aires. Durante la última dictadura militar fue nombrado Rector de la Universidad de Buenos Aires, cargo que ejerció entre agosto y septiembre de 1976, pocas semanas después del golpe de Estado. Posteriormente fue académico de número de la Academia Nacional de Educación.
El presidente Raúl Alfonsín lo nombró presidente de la Comisión Nacional de Energía Atómica en 1984. Durante su gestión continuó la política de la dictadura, tendiente a acelerar la puesta en funcionamiento de varias centrales nucleares; le tocó presidir la inauguración de la Central nuclear Embalse, en la Provincia de Córdoba.
Falleció en Buenos Aires el 12 de abril de 1992.